# Rebecka Karlsson
Ida Rebecka Eloise Karlsson, född 12 juni 2000 i Helsingborg, är en svensk sångerska. Hon deltog som åttaåring i TV4:s Talang 2009. 2014 medverkade hon igen och gick till semifinal i Talang 2014 som då bytt kanal och sändes på TV3. Hon utgav sin debut-singel, "Ghost Flower", i juli 2014 under skivbolaget Popophone Recordings. "Ghost Flower" var även officiell låt för världens största HBTQ-festival Pride Ung i Stockholm.
Karlsson var en av deltagarna i TV4:s talangprogram Idol 2016, där hon slutade på en andraplats den 9 december i Globen. Hon tävlade i Melodifestivalen 2019 med låten "Who I Am". Hon tävlade i tredje deltävlingen där hon tog sig till andra chansen där hon åkte ut.

## Talang 2014
- Audition: "Hollow" – Peter Jöback
- Semifinal: "All by Myself" – Céline Dion

## Diskografi

### Singlar
- Ghost Flower, 30 juli 2014
- We Got The Night, 20 november 2014
- "Can''t Stop", 10 juni 2017